# Eupithecia solidaginis
Eupithecia solidaginis là một loài bướm đêm trong họ Geometridae.